# Nerea Urbizu Ruiz
Nerea Urbizu Ruiz (Lekunberri, Navarra, 1980) és una música i creadora musical. Va ser una de les fundadores del projecte Ene Kantak, i el 2025 el projecte va rebre el premi Merited Light.
Ha participat com a creador en diversos projectes d'èxit, entre els quals: Katamalo, la cançó de l'associació Naizen, Urmugan el 2021 i la cançó de la Korrika el 2022.

## Ruta

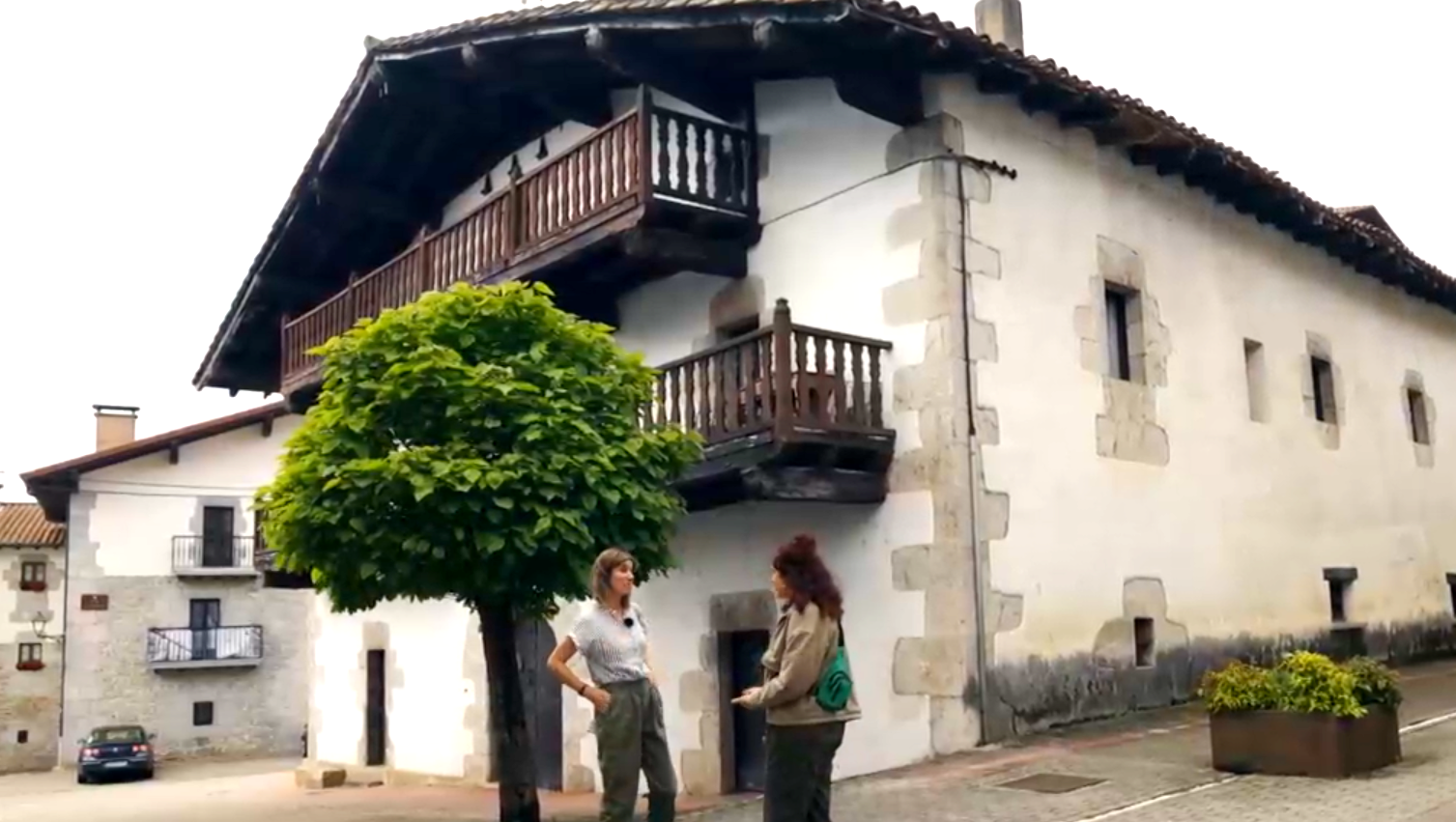
Nerea Urbizu i Yasmine Khris, en una gravació del programa de Hamaika Television Esker Onez, al nucli antic de Lekunberri.

La Nerea Urbizu va saber des de ben petita que la música havia d'estar present a la seva vida. Va començar a actuar com a cantant als escenaris de petit, als Campionats de Cant Basc i Infantil. Més tard, pel seu compte, amb Nerea Erbiti, entre d'altres, va fer versions de cançons basques en el projecte ITZALAK, i van viatjar de poble en poble durant un temps. Més tard, va actuar al grup de plaça JO TA HANKA, amb diversos amics i també amb Nerea Erbiti.
Mentre estudiava per ser professor de música a la Universitat Pública de Navarra, va assistir al conservatori.

### Katamalo (2007 – 2008)

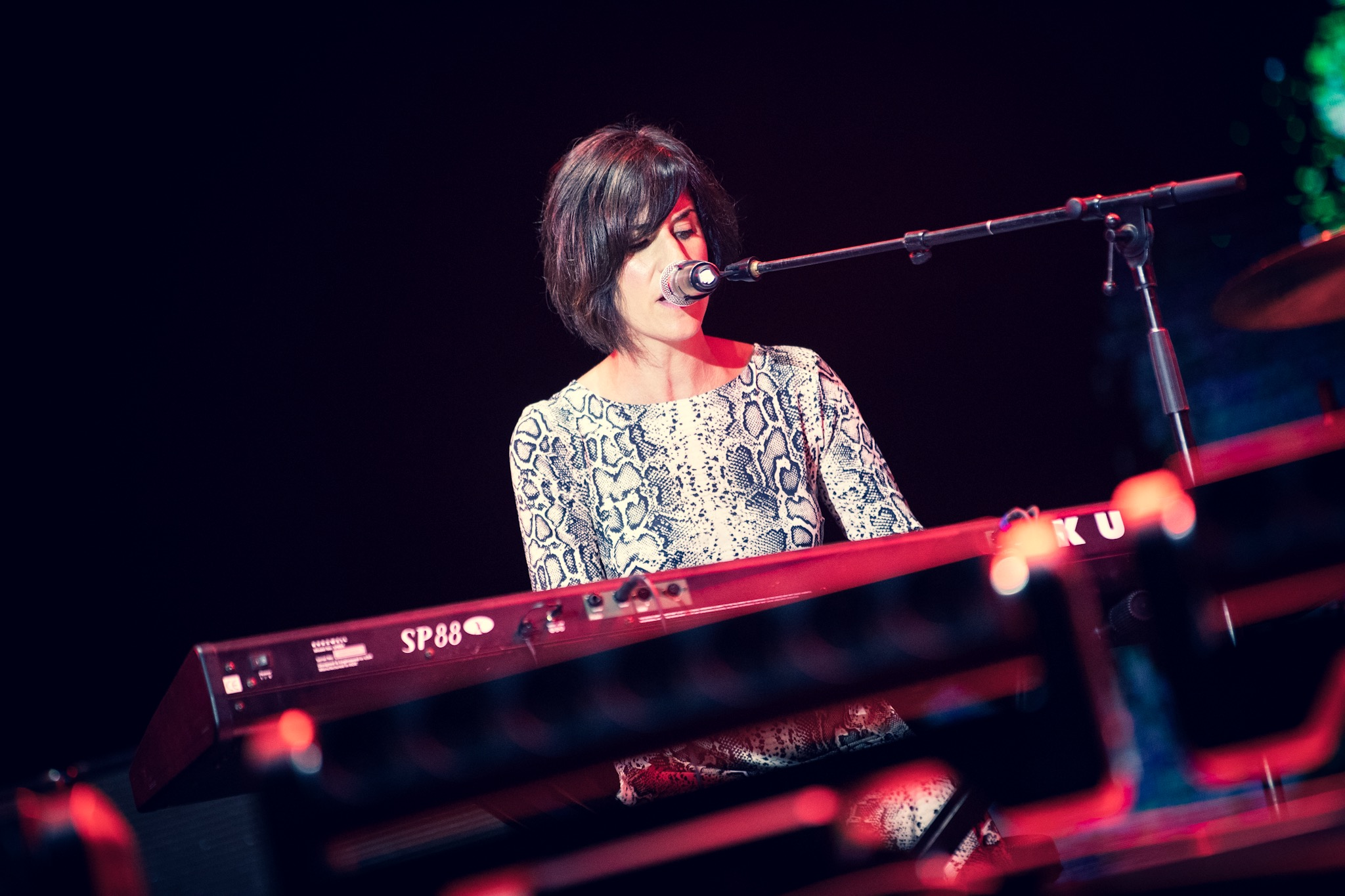
Amb el grup Berri Txarrak. (Lagunartean - Kobetamendi - 14-07-2019)

Els poemes escrits per Gotzon Barandiaran van ser el punt de partida de l'espectacle Katamalo. Aquests poemes van ser convertits en cançons pels músics del BBK Bihotz Bakartien Klub i Nerea, juntament amb el seu germà Gorka Urbizu. Van publicar dos àlbums. A l'àlbum Bihotz bakartien kluba del 2007, Nerea Urbizu va tocar el piano i també va cantar, juntament amb sis músics més: Gotzon Barandiaran (veu), Gorka Urbizu (guitarra i veu), Alex Arregi (guitarra i veu), Aintzina Lekue (violí), Gorka Mugarza (so gran) i Jon Piris (contrabaix). L'àlbum de 2008 Errantzi va veure dos canvis a la banda: Gorka Mugarza es va fer càrrec de la veu i Itsaso Etxebeste al baix.

### Ene kantak (desde el 2011)

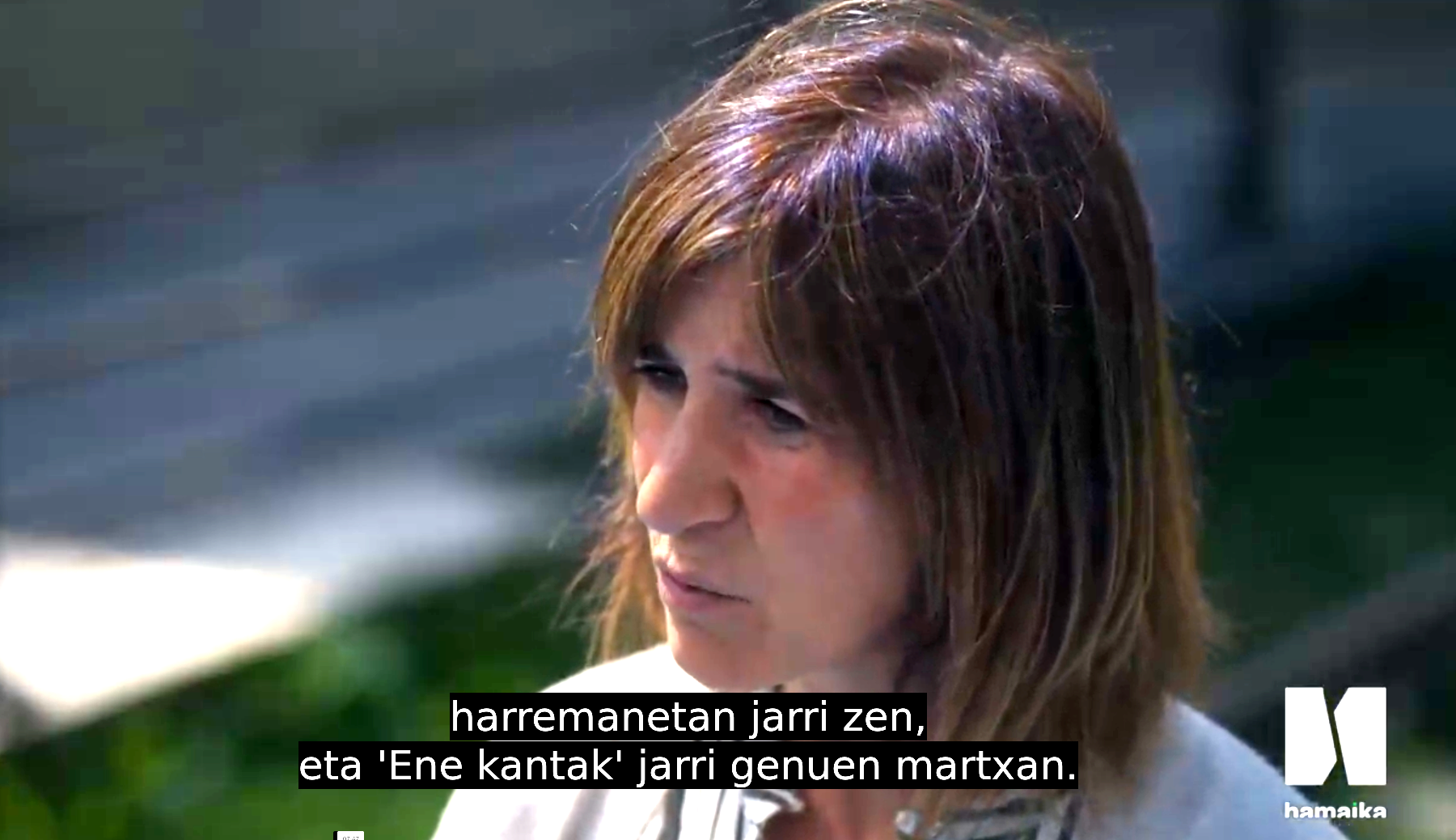
Esker onez - Nerea Urbizu (11TB, 2024)

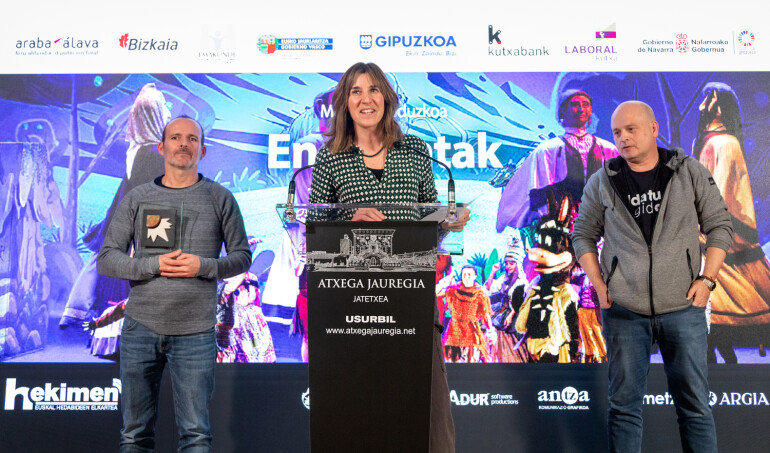
Els membres del projecte Ene Kantak reben el Premi Meritorious Light (31-01-2025)

#### Música
El projecte Ene Kantak va donar a Nerea Urbizu l'oportunitat de convertir la seva afició en una professió. En els seus primers dotze anys, el projecte Ene Kantak ha publicat 12 àlbums:
1. “ENE KANTAK” (2011). El primer disc amb 19 cançons, entre les quals “Animalien Ibilkera”, “Goazen Komunera”, “Alaiki” o “Lotsa Galdu” es troben entre les més famoses, i alguns dels cantants que hi apareixen són: Pirritx eta Porrotx, Eñaut Elorrieta, Eñaut Elorrieta Irujo, Mikel Aranburu i molts altres. Molts nens de les escoles d'Iruñerri van participar en el ball i la coreografia d'aquestes cançons.
2. “NEGUARI ABESTEN” (2012). 17 cançons i dos versos. Entre els temes Mari Domingi, i familiars perduts. Aquest àlbum inclou la famosa cançó “Ole Olentzero”, una cançó antiga que va ser totalment adaptada.
3. “ONEKA” (2014). Un àlbum amb 20 cançons i DVD. Les tasques diàries es van cobrir en tres cançons. En els enregistraments van participar 500 nens i 15 escoles del País Basc, a més d'altres músics: Fermin Muguruza, Ruper Ordorika, El Drogas, Kutxi Romero (Marea), Oinatz Bengoetxea, Oinatz Bengoetxea opilaria Barriera, Oier Sanjurjo (futbolista), Imanol Agirretxe (futbolista), Markel Bergara (futbolista), Mikel San José (futbolista), i Manolo García (El Ultimo de la Fila).
4. “ONEKA MARRAZOA” (2015). També es va organitzar una obra musical amb aquest disc: “Oneka Marrazoa: espectacula”. Van crear la Txantreako Komparsa Erraldoi y Kilikiekin a l'Auditori de Barañain.Miñan play i Miñan. Gazteeszena acabant amb Miñan_Gazteeszena orkarea Urbizu cantant En aquestes latituds (Gazteeszena, Donostia, 2024-11-14)[7]

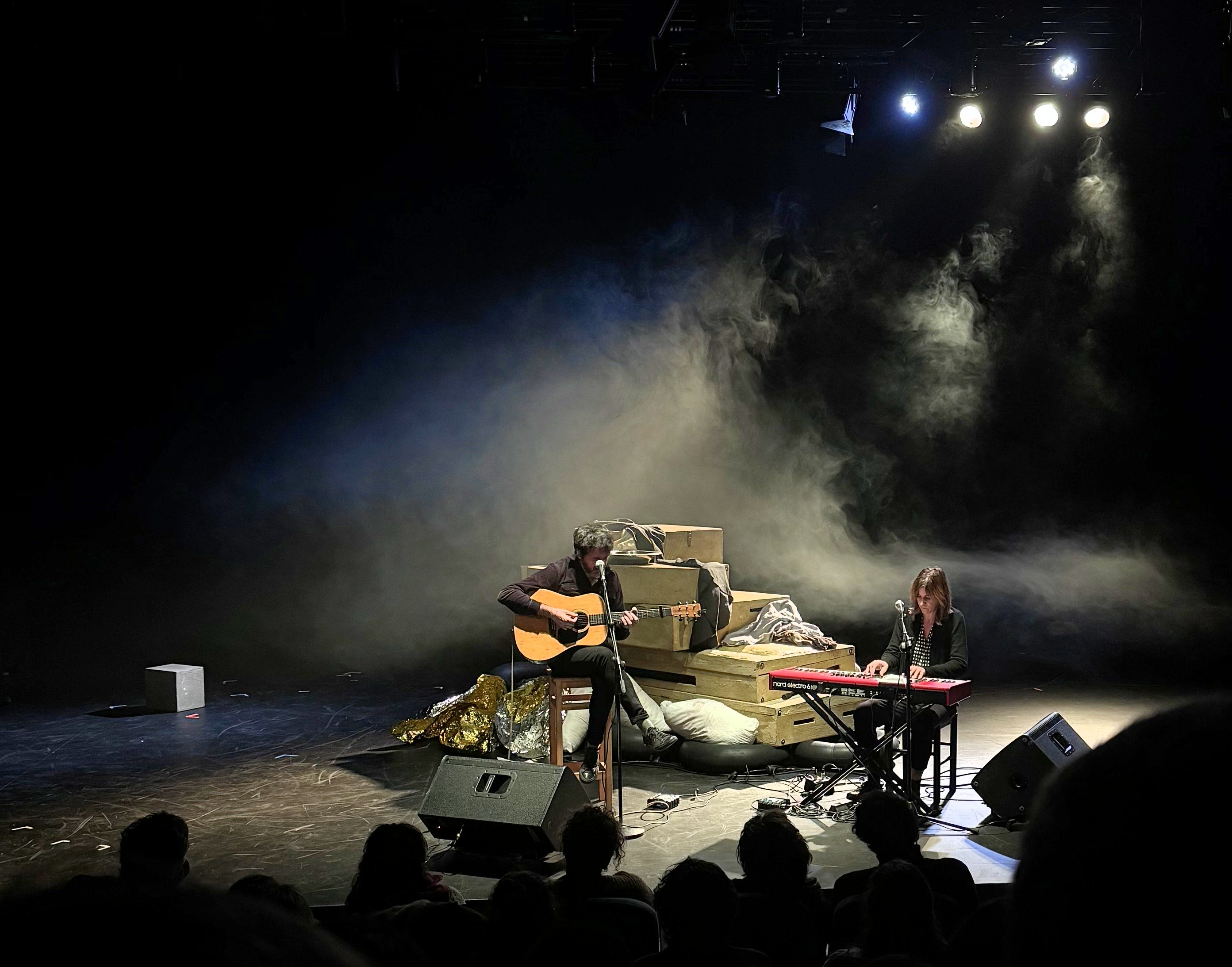
Miñan play i Miñan. Gazteeszena acabant amb Miñan_Gazteeszena orkarea Urbizu cantant En aquestes latituds (Gazteeszena, Donostia, 2024-11-14)

5. “ASTONAUTA” (2016). Contaminació, Concerts i Guerra, els rucs van a la lluna a la recerca d'una solució.
6. “ASTONAUTA TROMPETA FLAUTA” (2017). L'espectacle d'Astonauta es va gravar en directe a Atarrabia l'octubre de 2016. L'audiovisual editat es va oferir en el format DVD habitual, 8 GB USB Full HD i digipack, així com en alta resolució mp4a per descarregar des del lloc web.
7. “SATORJATOR” (2018). L'Eneko i la Nerea emprenen un nou viatge màgic al cor del planeta Terra. Gràcies a un mapa que els ha donat el seu pare, buscaran un tresor màgic sota terra i hi trobaran nous amics i de vells. S'enfrontaran a la por i a les aventures que hi viuen cantant i ballant. També van reflexionar sobre el temps excessiu que passem amb els telèfons mòbils; promovent l'ús fonamental d'aquests dispositius i criticant les hores que perdem jugant a videojocs.
8. DVD "JAI ERRALDOIA" (2019). El Navarra Arena va reunir 32 gegants per ballar i cantar junts.
9. "LILURAGARRIA" (2020). L'Eneko i la Nerea s'endinsen dins d'un cos humà en un àlbum compost per 15 cançons i vídeos. Molts amics van participar en la millora de les cançons: els germans Telleria, les cantants i traductores Ane Garcia, els músics Kristina i Xabi Solano, l'escriptora Nerea Balda, l'il·lustrador Belatz, el músic i locutor Jon Basaguren, el futbolista Ruben Garcia…
10. “IZAN ZORIONTSU” (2021). 16 cançons i videoclips sobre Carnaval, nous estudiants, professions, estacions, figures geomètriques, una cançó per practicar el fonema R o una cançó dedicada a l'associació Naizen.
11. “ERAGIN, ERAGIN!” (2022). 18 cançons i danses per aconseguir allò que volem i pensem amb el cap i el cor. Reutilitzar, higiene, natura, menjar saludable, basc, malalties rares...
12. “NATURAREKIN DANTZAN” (2023). 17 cançons sobre la natura: cançó Gau Beltzaro, una crida per anar a dinar, dedicada a la imaginació, dedicada als Mags, per practicar el respecte...
13. "BISONTE MASTODONTE" (2024) Un recull de 14 cançons per apropar la prehistòria als infants.

#### Llibres
A més de música, també ha publicat llibres com a part del projecte Ene Kantak:
1. "UR BIZITAN" (2023) publicat juntament amb l'il·lustrador Mikel Santos "Belatz".[8]
2. "LA RECERCA DEL BISÓ MASTODONT" (2024) Publicat amb l'il·lustrador Mikel Santos "Belatz".[9]

| «                                                    | (basc) ... nire kezka da zenbatek ikusi duten ETB3 eta zenbatek ezin izan duten ETB3 ikusi. Pena ematen dit, ze ama naiz eta neronek egin dudan saio bat-edo, ezin izan dut etxean kontsumitu. Nire alabek garai hartan saio hori ikusteko adina bazuten, eta ez dute ikusi ahal izan. Nafarroako iparraldean euskaldun asko gaude eta ez dugu ikusi ahal izan. | (català) ... la meva preocupació és quanta gent ha vist ETB3 i quanta no ha pogut veure ETB3. És una llàstima, perquè sóc mare i no he pogut veure cap dels programes que he fet a casa. Les meves filles ja eren prou grans per veure aquell programa en aquell moment, i no l'han pogut veure. Hi ha molts bascoparlants al nord de Navarra i no l'hem pogut veure. | » |
| — Nerea Urbizu al programa de televisió 'Ene kantak' | | |   |

### Naizen (2020)

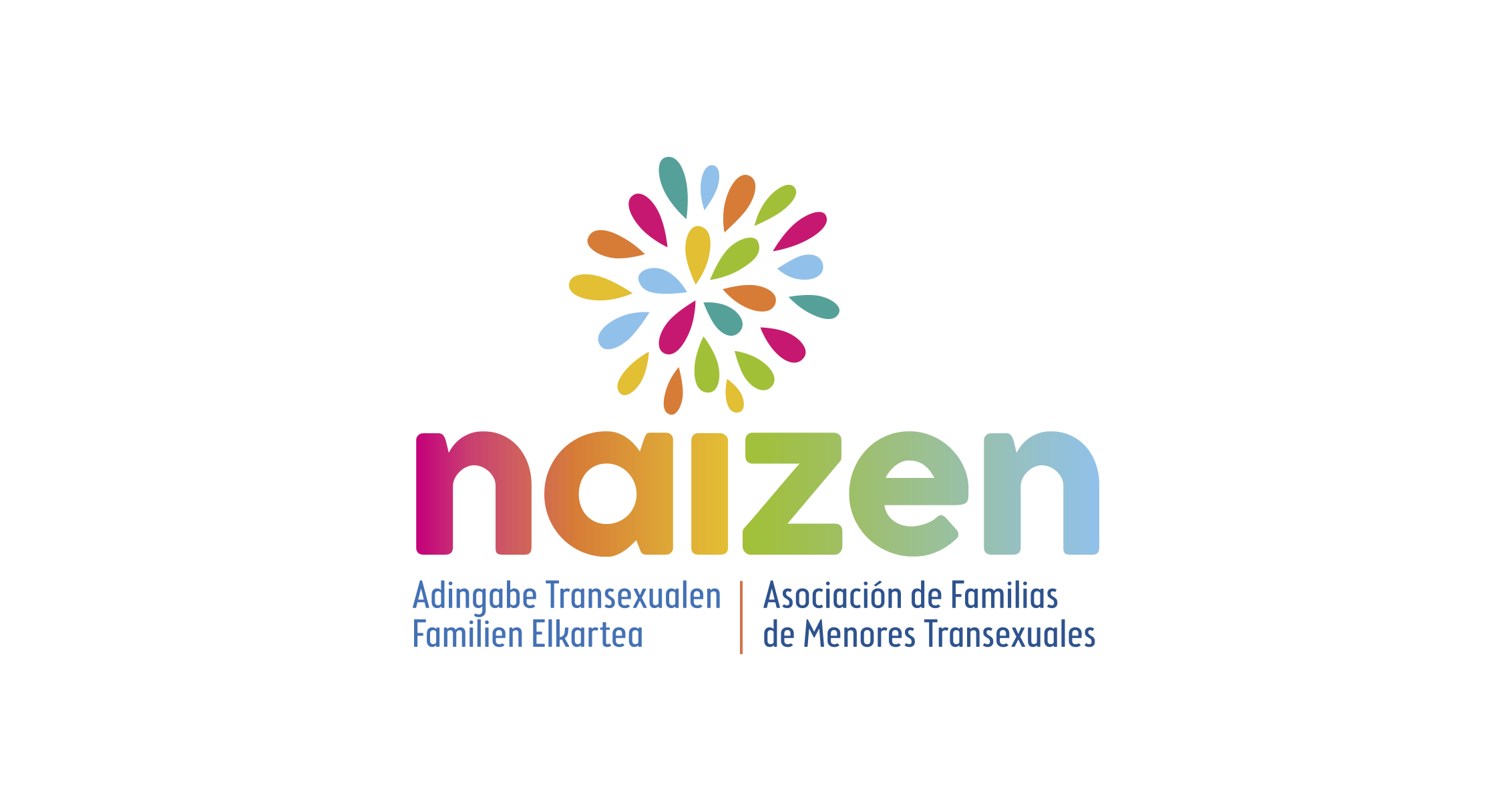
Naizen

El 2011, va crear la cançó per a l'associació Naizen amb Ekaitz Goikoetxea, juntament amb els joves i els pares de l'associació.

### Urmuga (2021)
També ha participat en la ruta musical de la muntanya d'Urmuga amb el seu germà, per exemple, el 2021.

### El llibre dels accidents de furgoneta(2021)
Com a part del projecte Ene Kantak, Mikel Santos també ha escrit un llibre amb dibuixos de "Belatz", que es presentarà a la tardor del 2021: "Furgonetako gorabeheretan".

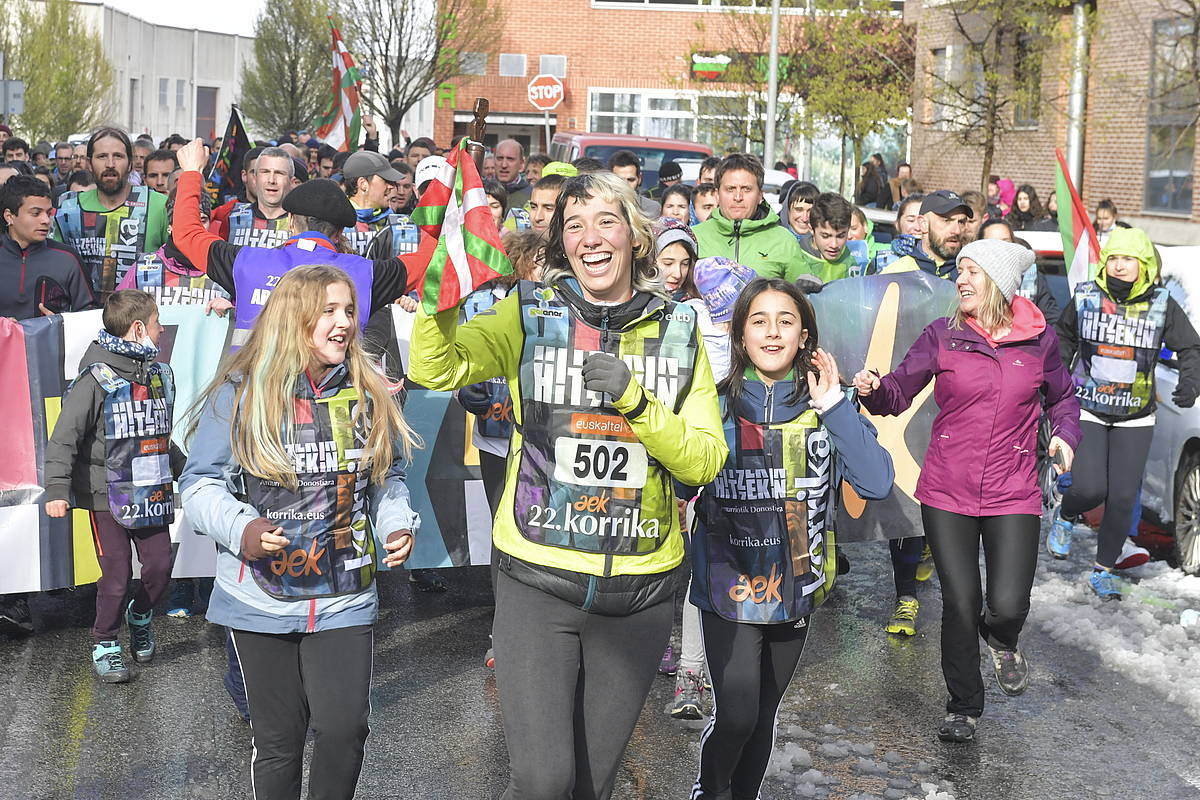
HitzEkin, el tema de la Korrika 2022.

### Running (2022)
22. Córrer Va ser l'autor i director artístic de la cançó. La cançó "HitzEkin⁣", creada per Nerea Urbizu, va marcar el to de la Korrika 2022. La lletra va ser escrita per Sustrai Colina i musicada per Nerea, i la mateixa Ane García, Anari i Nerea Urbizu van interpretar la cançó.

## Premis
- Van rebre el Premi Merited Light el 2025 per la seva tasca i èxit en la promoció del basc entre els joves durant els darrers quinze anys. El guardó l'han rebut Nerea Urbizu, Fermin Sarasa i Jesus Irujo.[cal citació]